# 丁六孃

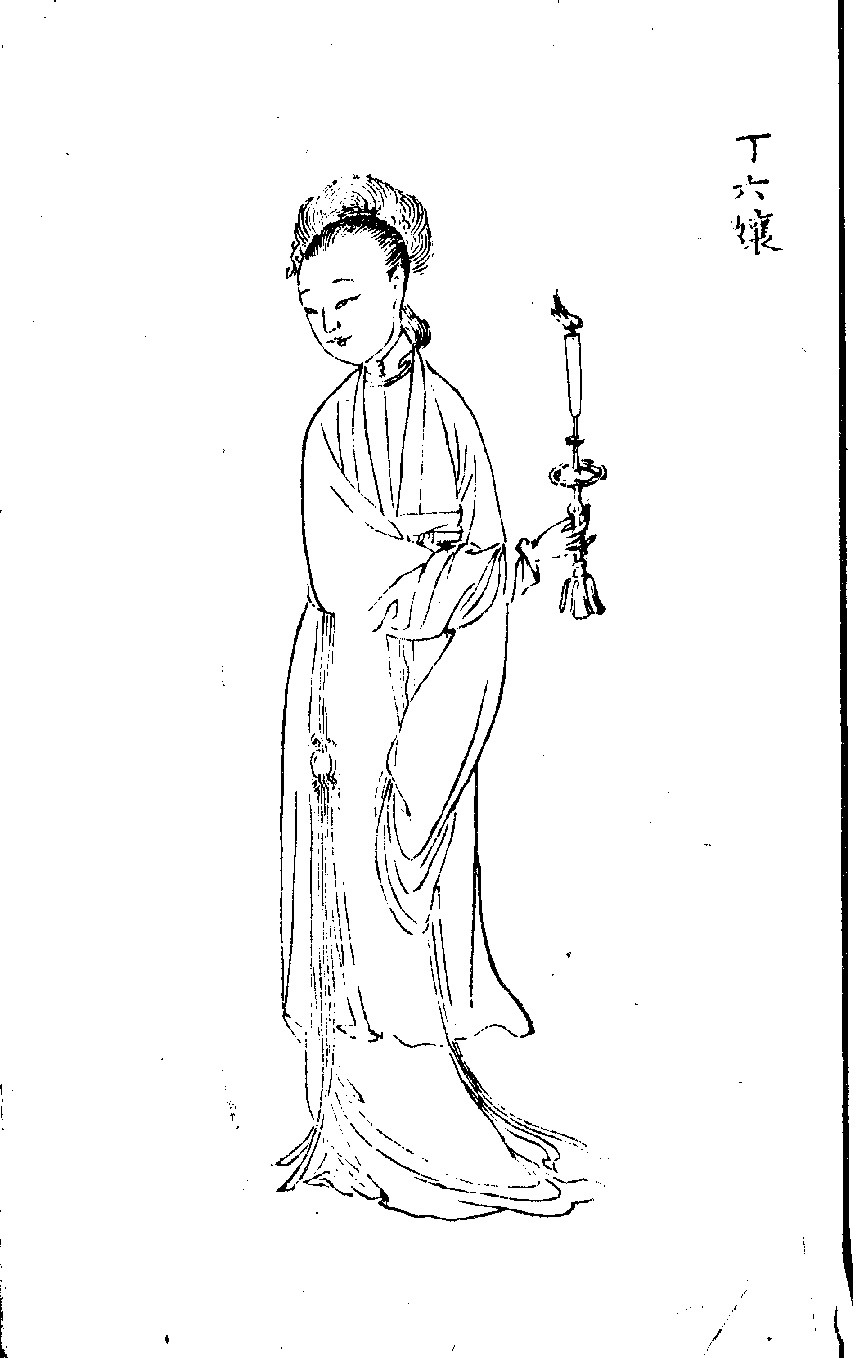
丁六孃畫像，取自清陸昶輯《歷朝名媛詩詞》十二卷，乾隆三十八年（一七七二年）紅樹樓刻本。

丁六孃（？年—？年），隋朝樂妓，也稱丁六娘，簡稱丁娘，有十索曲，全隋詩有存其樂府詩十索四首、十索二首。

## 丁娘十索
原指丁六娘所作的樂府詩。每首末句有“從郎索衣帶”、“從郎索花燭”等語，有十首，故稱“十索”。後指妓女的需索。

## 評價
- 吳融：趙女憐膠膩，丁娘愛燭明[4]

## 外部鍵結
- 歷朝名媛詩詞（页面存档备份，存于）
- 詩女史纂卷之五 （页面存档备份，存于）